# Velas
Velas é uma vila portuguesa na ilha de São Jorge, Região Autónoma dos Açores.
É sede do município de Velas com 119,08 km² de área e 4.952 habitantes (2023), subdividido em 6 freguesias. O município é limitado a leste pelo município da Calheta, e tem litoral no oceano Atlântico em todas as outras direcções.
A vila está localizada num extenso terreno relativamente plano junto à costa ao lado das montanhas e longas arribas junto a uma longa enseada.

## História
A origem do nome desta localidade nunca foi esclarecida pelos historiadores. Pode no entanto, segundo esses mesmos historiadores poder remeter-nos para as "velas" das embarcações, para vigias ou para o termo velar, para o nome de povoações com o mesmo nome no continente português, para o termo "velhas" ou mesmo para a palavra "belas". É, no entanto, mais provável que o nome provenha dos termos “velas de embarcação”, ou dos termos velar/vigília. Tendo em atenção as embarcações usadas no tempo da sua fundação e a outra, tendo em atenção as forças telúricas que se movimentam nestas ilhas e que muitas vezes obrigavam as populações a ficar a velar ou de vigília durante as crises vulcânicas para poderem dar o alerta em caso de necessidade.

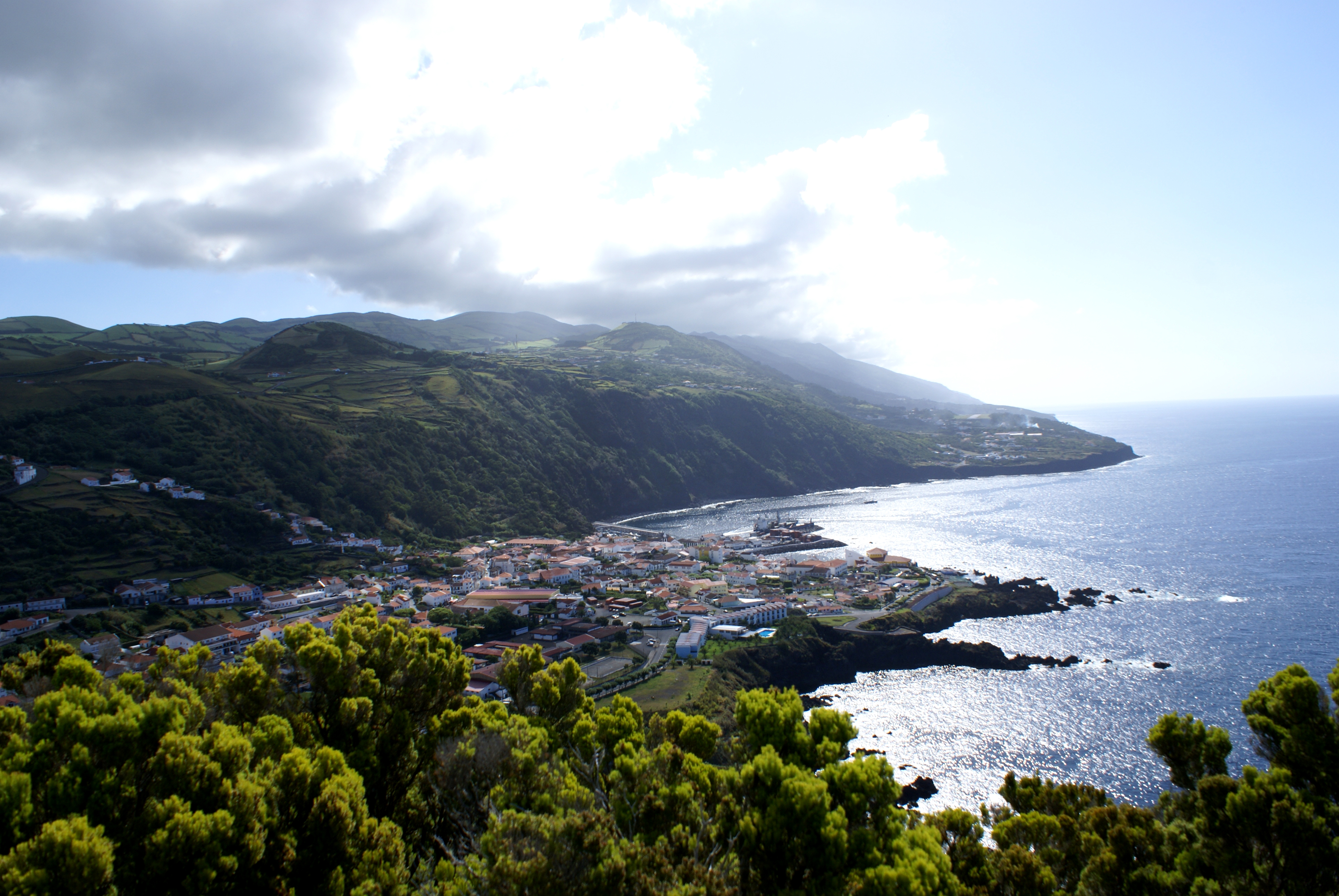
Vista parcial das Velas com a Ponta da Queimada ao fundo.

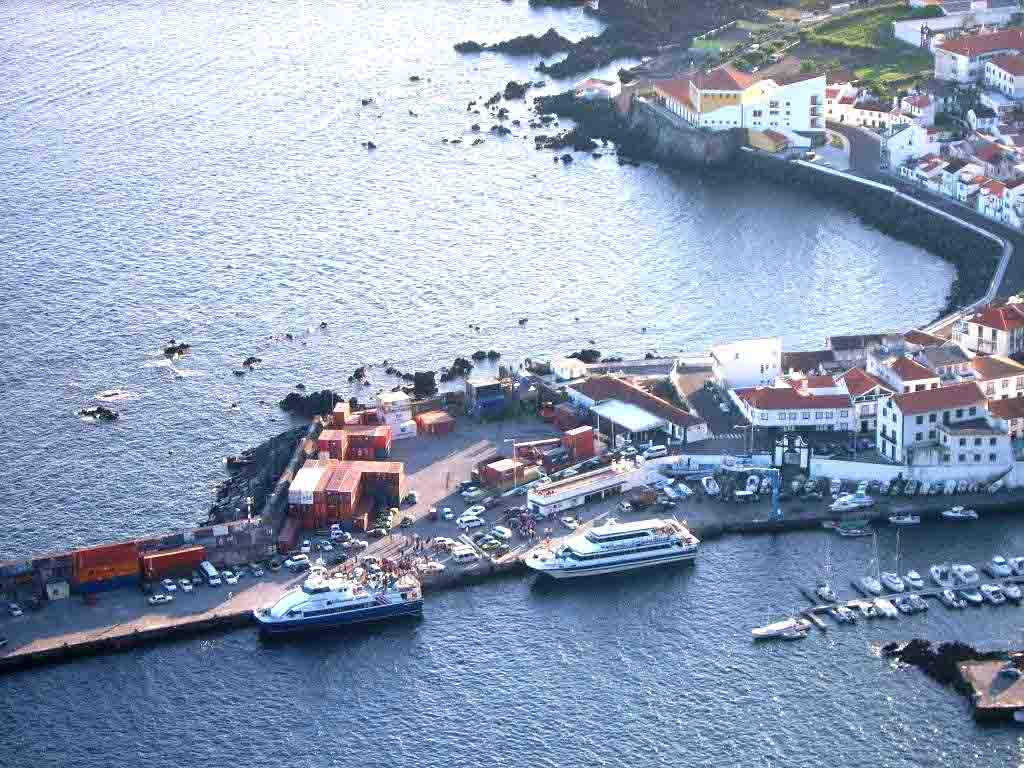
Porto de Velas, Velas, ilha de São Jorge, Açores, Portugal.

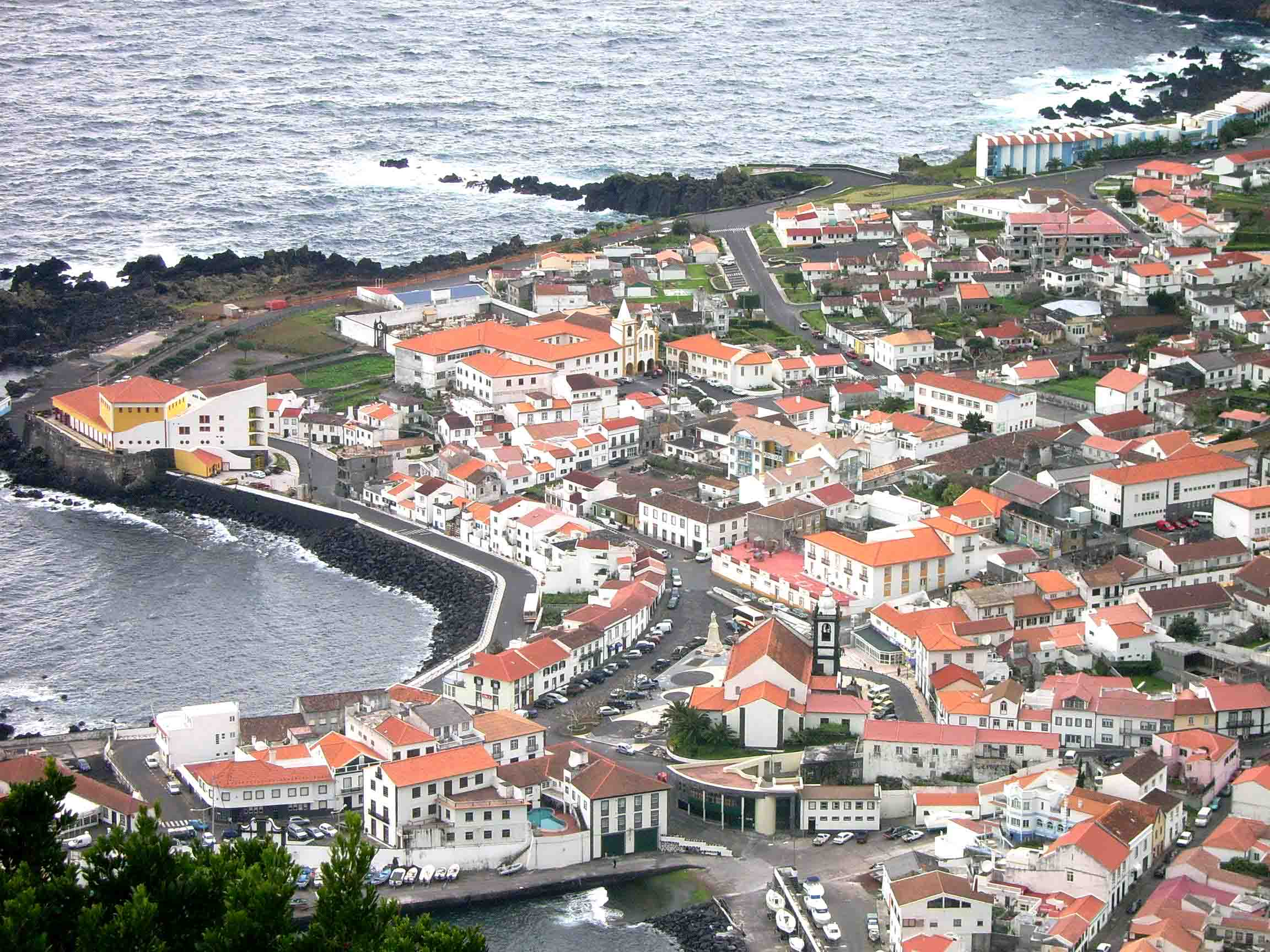
Vista parcial das Velas, ilha de São Jorge, Açores, Portugal.

Esta vila encontra-se entre os povoados mais antigos da ilha de São Jorge. E foi edificada em consequência do testamento do Infante D. Henrique datado de 1460, feito numa igreja debaixo da invocação de São Jorge. O município de Velas foi criado por volta de 1490 ou mesmo antes, sendo que a elevação da povoação à categoria de vila terá ocorrido por volta de ano de 1500, por carta de D. Manuel I de Portugal. Esta localidade já surge como vila num mapa de 1507.
No ano de 1570 as Velas teriam cerca de 1000 habitantes e 2000 habitantes no fim do século XVII, número que aumentaria para 4200 no ano de 1822, e que mais tarde diminuiu devido à emigração.
No dia 19 de Setembro de 1708 uma esquadra naval, comandada pelo pirata Francês René Duguay-Trouin constituída por 8 naus de linha e 3 navios Corsários de grossa artilharia, atacam a vila das Velas, não tendo no entanto conseguido entrar no Porto de Velas.
Ao primeiro ataque os habitantes da vila, comandados pelo Sargento Mor Amaro Teixeira de Sousa, conseguem impedir o desembarque tentado a 19 de Setembro. No dia 20 deu-se novo ataque e os habitantes não conseguiram opor-se com êxito a esta tentativa. Pelas 9 horas da manhã em que, dividindo as suas forças em duas colunas, enviara, uma para as portas das Velas (6 barcos) e outra, mais forte (10 barcos), para os lados do Morro das Velas e, desembarcando junto ao Arco, lançaram em terra mais de 500 homens, com morte d'alguns dos sitiados.
Os franceses permaneceram nesta vila 5 dias em que saquearam completamente as igrejas e casas abastadas. 
Em local sobranceiro ao sitio onde se efectuou o desembarque, foi construído o Forte de Nossa Senhora do Pilar, também conhecido por Castelo da Eira.!

## Cronologia

### século XV
- 1460 – Iniciada a construção da primeira Igreja de São Jorge das Velas por força do testamento do Infante D. Henrique. Em 1659 é sujeita a obras de restauro e manutenção que deram origem ao templo actualmente existente.[5][6][7]
- 1460 – É feita a criação das Velas por força do testamento do Infante D. Henrique.
- 1485 – Construção da Igreja de Santa Bárbara das Manadas, classificada como Monumento Nacional.[8]
- 1490 – Criação do Câmara Municipal de Velas.

### século XVI
- 1500 – Elevação da povoação de Velas à categoria de vila.
- 1507 – A Vila das Velas surge pela primeira vez num mapa com esta denominação.
- 1543 – Data de construção da primeira ermida erigida no povoado de Santo António e que foi substituída pelaIgreja de Santo António, mandada fazer por Jorge de Lemos e sua mulher Maria de Ávila, moradores na Vila das Velas.[7][9]
- 1550 – As Manadas tinham 250 habitantes.
- 1559 – A freguesia das Manadas aparece na documentação deste ano como freguesia, embora se creia que a sua elevação a freguesia tenha sido em data anterior.
- 1568 – A freguesia das Manadas era uma das seis paróquias que neste ano existiam na ilha de São Jorge.
- 1568 – 30 de Junho, Carta Régia do Rei D. Sebastião, promulgada na Vila de Sintra, em que se passam côngruas à Igreja de Santa Bárbara das Manadas, classificada como Monumento Nacional.[8]
- 1568 - Os Rosais aparecem como freguesia da documentação deste ano.
- 1568 – Referências documentais à Igreja da Nossa Senhora do Rosário, dos Rosais, que no entanto se sabe ser de data anterior.[10][11]
- 1570 – A Vila de Velas soma cerca de 1000 habitantes.
- 1570 – O Norte Grande, uma das maiores localidades do norte de São Jorge, da altura vê abrirem-se estradas que o ligam a outros povoados da ilha.
- 1580 – Erupção do vulcão da Queimada, ilha de São Jorge - Na noite de 28 de Abril a terra tremeu 30 vezes e 50 no dia seguinte. No dia 1 de Maio os tremores recrudesceram e nesse mesmo dia ocorreu uma explosão vulcânica no cimo da encosta sobranceira à Queimada. Outra explosão ocorreu posteriormente no alto da Ribeira do Nabo, 2 km a leste da inicial. Outra emissão de lavas teve a sua origem junto à Ribeira do Almeida e Santo Amaro. A erupção durou 4 meses com emissão de grandes correntes de lava que atingiram o mar e de muitas cinzas que recobriram a ilha, atingindo mesmo a ilha Terceira. Uma nuvem ardente matou pelo menos 10 pessoas. Mais de 4000 cabeças de gado pereceram de fome e devido aos gases e cinzas que destruíram as pastagens.
- 1588 - 8 de Novembro, Inundações nas Velas, com enxurrada associada a chuvas fortes que causou muitos estragos e deu origem a um romance popular.
- 1593 - Mau ano agrícola provoca fome em São Jorge, facto que esteve relacionado com as más colheitas e com a guerra de 1580-1583, com os saques ocorridos, com pesados tributos para manutenção da força de ocupação castelhana. Morreram pessoas à fome.

### século XVII
- 1606 – Fevereiro, inundações nas Velas, grandes chuvadas provocaram danos na vila de modo que as ruas ficaram reviradas.
- 1629 – Construção do Forte de Santa Cruz das Velas, aproveitando um mais antigo.[7]
- 1641 – Construção de um forte que em 1644 foi substituído por outro de mais dimensão.[12][13]
- 1641 – 21 de dezembro, grande enchente de mar (maremoto?) nas Velas. "empolgou-se o mar de tal sorte que dominando o Monte dos Fachos, com três mares" provocou grande destruição na vila, ferindo 50 pessoas e arrastando ao mar muitos bens.
- 1644 – Edificação do Forte de Nossa Senhora da Conceição que veio ocupar o lugar de outro mais antigo, datado de 1641 [12][13]
- 1647 – Referências à existência do Porto da Urzelina, que teve grande importância durante o Ciclo da laranja e também na exportação dos vinhos Verdelho e Terrenatez.[14]
- 1647 – Construção de uma vigia na freguesia das Manadas que além de servir como vigia da baleia terá servido vigia de qualquer embarcação que se aproxima-se da costa para saber se se tratava de uma embarcação de piratas ou corsários.
- 1647 – Data em que o curato da Urzelina se separou das Manadas e foi elevada a paróquia.[15]
- 1647 – Devido ao mau tempo e a uma crise sísmica na ilha Terceira houve grande fome nesta ilha e na ilha de São Jorge, as Câmaras municias locais tiveram de intervir para evitar a fome.
- 1659 – 23 de Abril, data de emissão do alvará que autoriza a reconstrução e ampliação da Igreja de São Jorge das Velas, requerido pelo padre Baltazar Dias Teixeira, e concedida por D. Afonso VI de Portugal.[5][6][7]
- 1660 – Outubro, Para pagar as obras a efectuar na Igreja de São Jorge das Velas a Câmara Municipal de Velas lança uma finta anual a começar no ano seguinte. As obras iniciam-se em 1664.[5][9] São Jorge, Açores, Guia do Património Cultural. Edição Atlantic View – Actividades Turísticas, Lda. Dep. Legal n.º 197839/03. ISBN 972-96057-2-6, 1ª edição, 2003.</ref>
- 1664 – Iniciam-se as obras de construção/reconstrução da Igreja de São Jorge das Velas. A Consagração do templo ocorre em Fevereiro de 1675, pela mão do bispo de Angra do Heroísmo, D. Lourenço de Castro.[5][6][7]
- 1675 – fevereiro, Consagração da Igreja de São Jorge das Velas, após obras de restauro e recuperação efectuadas sobre o primitivo templo de 1460.[5][6][7]
- 1678 – Um mau ano agrícola provoca a falta de cereais e causa desentendimentos entre as Câmaras da ilha de São Jorge e da ilha do Pico. Que proíbem a sua exportação.
- 1691 – A localidade de Santo Amaro é elevada a categoria de freguesia. Na altura da sua fundação foi chamada de Santo Amaro de Almeida.[4]
- 1692 – Arrematação por Francisco Lopes Beirão, por 3 anos, do dízimo das miunças e ervagens da ilha de São Jorge, pela quantia de 415$000 réis. Este facto deu origem em 1694 a Revolta dos inhames.
- 1694 – 21 de Julho, Revolta dos inhames, este acontecimento deu-se junto à Igreja de Nossa Senhora das Neves, no Norte Grande quando os cobradores de impostos enviados para efectuarem a cobrança do dízimo dos Inhames, originaram um dos momentos mais dramáticos da história social da ilha de São Jorge e que teve início em 1692 quando Francisco Lopes Beirão arrematou, por 3 anos, o dízimo das miunças e ervagens da ilha pela quantia de 415$000 réis.
- 1697 – Construção da Ermida de Nossa Senhora do Livramento das Velas.[7]

### século XVIII
- 1700 – Inauguração da Ermida de Nossa Senhora do Livramento das Velas, cuja construção foi iniciada em 1697.[7]
- 1708 - 19 de Setembro, uma esquadra naval, comandada pelo pirata Francês René Duguay-Trouin formada por 8 naus de linha e 3 navios Corsários de grossa artilharia, atacam as Velas, não tendo no entanto conseguido entrar no Porto de Velas defendido pelo Sargento Mor Amaro Teixeira de Sousa.
- 1708 – 20 de setembro, novo ataque pirata feita pelos mesmos piratas e a que habitantes desta vez não conseguiram opor-se. Às 9 horas da manhã os piratas desembarcando junto ao Portão do Mar (Velas). Entraram terra mais de 500 homens, com morte de alguns sitiados. Os piratas franceses estiveram 5 dias na vila saqueando completamente as igrejas e casas abastadas.
- 1713 - 10 de dezembro, inundações na vila de Velas, com chuvas intensas na zona entre a Urzelina e os Rosais que levam a destruição de 27 casas na vila. A Ribeira do Almeida veio tão carregada de caudal sólido que criou uma praia que permitia a passagem a pé entre a vila e a Queimada.
- 1713/1714 - Mau ano agrícola, fome e peste. Um mau ano agrícola, a que não foi alheio ciclone tropical de 25 de Setembro de 1713, levou a que em São Jorge fosse tal "a falta de mantimentos que chegou a morrer muita gente de fome".
- 1719 – Início da construção do solar do abastado proprietário Manuel Avelar, que actualmente é a Câmara Municipal de Velas, as obras ficaram concluídas em 1744.[16]
- 1722 – Reconstrução da Ermida de Jesus, Maria, José da Urzelina cuja construção é mais antiga e foi da iniciativa dos frades da Ordem dos Franciscanos.[7]
- 1732 - 6 de Dezembro, Cheias provocam 5 mortos na ilha de São Jorge. Os lugares mais afectados foram Urzelina, Figueiras, Serroa e Velas.
- 1744 – Fim das obras iniciadas em 1719 do solar do abastado proprietário Manuel Avelar, que actualmente é a Câmara Municipal de Velas.[16]
- 1751 – 15 de abril, São feitas importantes anotações no manuscrito do Livro das Visitações, da Igreja de Santa Bárbara das Manadas.
- 1755 — Maremoto atinge os Açores - O Terramoto de Lisboa de 1 de Novembro de 1755 provocou o grande maremoto de 1755 (um tsunami) que atravessou a área oceânica onde os Açores se situam, afectando essencialmente as costas viradas a sul e sueste, direcção de onde as ondas se aproximaram das ilhas. O maremoto fez com que "estando o mar em ordinária tranquilidade, se elevou tanto em três contínuas marés ficando quase seca a sua profundidade por largo espaço". Assim, em Angra o mar entrou até à Praça Velha, causando grande destruição; no Porto Judeu o mar subiu "10 palmos acima da rocha mais alta"; na Praia, inundou o Paul e derribou 15 casas na costa até à Ribeira Seca, incluindo a ermida do Porto Martins. Morreram várias pessoas arrastadas pelo mar. Quase todos os portos dos Açores sofreram graves danos, ficando destruídas muitas embarcações. Em Ponta Delgada o mar subiu pelas ruas estragando muitos edifícios. Na Horta, o mar entrou pela Ribeira da Conceição, chegando aos moinhos de água "na altura de 8 palmos".
- 1757 — 9 de julho, Grande terramoto de São Jorge: o Mandado de Deus - Um dos mais violentos, senão o mais violento, dos terramotos de que há memória nos Açores atingiu a ilha de São Jorge causando destruição generalizada e formando muitas das actuais fajãs, entre elas a da Fajã da Caldeira de Santo Cristo. O terramoto ficou conhecido na tradição popular pelo Mandado de Deus. Dos grandes deslizamentos resultou um maremoto que atingiu todo o Grupo Central dos Açores. Pelo menos 1053 pessoas morreram em São Jorge e 11 no Pico. "O terramoto foi tal que a norte desta ilha, distância de 100 braças, pouco mais, se levantaram dezoito ilhotas, umas maiores que outras". Apareceram todas na manhã do dia 10 de Julho. "É navegável o mar entre as ditas, e a ilha". Nas Fajãs dos Vimes, na Fajã de São João e na Fajã dos Cubres, se moveu a terra, voltando-se do centro para cima, de sorte que nelas não há sinal [de] onde houvesse edifício". No Faial o sismo foi sentido sem causar grandes danos.
- 1757 - 9 de Julho, O Mandado de Deus causa grandes estragos na Igreja de Santa Bárbara das Manadas.
- 1757 – Construção da Ermida de Santa Rita de Cássia das Manadas, graças ao testamento do Capitão Antão de Ávila Pereira, feito em 8 de junho de 1757. As obras terminam um ano depois, 1758.[6][7]
- 1758 – Fins das Obras de construção da Ermida de Santa Rita de Cássia das Mandas, iniciadas em 1757.[6][7]
- 1762 – Construção da Nossa Senhora das Neves do Norte Grande sobre outro templo que datava do século XVI.[7][17]
- 1770 – Reconstrução e recuperação da Igreja de Santa Bárbara das Manadas, classificada como Monumento Nacional aproveitando uma outra mais antiga que datava de 1485 que recebeu congruas por Carta Régia do Rei D. Sebastião, Promulgada na Vila de Sintra, no 30 de Junho de 1568.[8]
- 1792 - 23 de janeiro, enchente de mar atinge a vila de Velas. "tão impetuosa a bravura do mar" que derrubou a muralha de protecção, destruiu uma casa e danificou outras, ameaçando atingir a praça defronte da Matriz de Velas, a Igreja de São Jorge.
- 1797 – Construção do Portão do Mar, nas Velas construção destinada a fazer parte do sistema de muralhas defensivo da vila da vila. A obra ficou concluída em 1799.[18]
- 1799 – Fim da construção do Portão do Mar, nas Velas, construção destinada a fazer parte do sistema de muralhas defensivo da vila. A obra foi iniciada em 1797.[18]

### século XIX
- 1808 - 1 de Maio, Erupção do Vulcão da Urzelina - "Depois de semanas em que ocorreram sismos, no dia 1 de Maio a terra tremeu tanto que se contava oito tremores por hora. Por volta do meio dia foi ouvido um estrondo acompanhado pelo aparecimento de uma nuvem de fumo sobre os montes sobranceiros à Urzelina. A breve trecho, a nuvem engrossou e subindo ao mais alto ceo fez arco sobre parte da freguezia de Manadas e da da Urzelina", … "já mostrando nas redobradas e negras nuvens uns incumbrados montes, umas medonhas furnas". A erupção destruiu muitas casas, vinhedos e campos cultivados. A 17 de Maio, quando o vigário acompanhado por populares tentava salvar algumas coisas da igreja da Urzelina, uma nuvem ardente abateu-se sobre o local queimando mortalmente trinta e tantas pessoas: "uns com os couros das mãos e pés pendurados, outros tão inchados e pretos que se não conheciam, outros com as pernas quebradas, e alguns expirando, todos pedindo Sacramentos, e apenas os receberam alguns logo expiraram". Existe no Arquivo Histórico Ultramarino uma aguarela mostrando a erupção vista da ilha do Faial. A erupção ficou conhecida na história dos Açores pelo Vulcão da Urzelina.
- 1808 – Destruição da Igreja de São Mateus da Urzelina pela erupção vulcânica do dia 1 de Maio. O que levou a que em 1822 fosse construído a actual Igreja de São Mateus da Urzelina.[6][7]
- 1808 – Data da edificação da Ermida da Senhora da Encarnação da Ribeira do Nabo.[7]
- 1812 - Mau ano agrícola provoca grave crise alimentar em São Jorge e na ilha Terceira - Um mau ano agrícola em 1811, agravado por uma forte tempestade em Dezembro, levou a que no início de 1812 grassasse a fome em São Jorge. Em Março na Câmara Municipal de Velas recebeu-se uma proposta de importação de milho para "sublevar a misérrima necessidade e falta de mantimentos que actualmente padece o povo".
- 1822 - A Vila das Velas soma 4200 habitantes.
- 1825 – Construção da torre sineira da Igreja de São Jorge das Velas.[5][6] São Jorge, Açores, Guia do Património Cultural. Edição Atlantic View – Actividades Turísticas, Lda. Dep. Legal n.º 197839/03. ISBN 972-96057-2-6, 1ª edição, 2003.</ref>
- 1828 - 28 de outubro - Aclamação do rei D. Miguel na ilha de São Jorge.
- 1874 - É publicado nas Velas, o primeiro número do jornal "A Esperança". Semanário literário e de anúncios, de que era redactor José Maria de Sousa.
- 1836 – Criação do jardim de Velas a mando da Câmara Municipal.
- 1838 – Criação do Cemitério de Velas.
- 1842 – Uma enxurrada provoca grandes danos nas Velas, no Domingo da Trindade. Na praça junto à Câmara a enxurrada foi tal que em algumas casas saiu a "água pelas janelas de sacada".
- 1846-1847 — Fome em São Jorge causada por um mau ano agrícola, associado à grande densidade populacional de então, acontece a "penúria de cereais e falta de batata". É necessário recorrer à "Comissão de Socorros de Bocca" da ilha de São Miguel para evitar a catástrofe alimentar.
- 1856 – 6 de janeiro, o mar invade a vila de Velas e provoca um naufrágio. No Dia de Reis, "levantou-se o mar com tal fúria que produziu uma terrível enchente". A escuna Leonor que estava ancorada no porto naufragou provocando a morte a todos os tripulantes. "O mar levou casas e barcos e galgou a zona da Conceição, chegando às paredes da cerca de São Francisco (hoje 2010, o Centro de Saúde), que parcialmente derribou".
- 1857-1859 — Fome em São Jorge - Um ciclone tropical atingiu o Grupo Central no dia 24 de Agosto de 1857 provocando a destruição total dos milharais, então a principal produção alimentar da ilha de São Jorge. Daí resultou penúria generalizada, pelo que no início de 1858 "estava no concelho de Velas, toda a ilha, e suas vizinhas, manifestada a fome com as suas negras côres". Os anos seguintes foram também maus anos agrícolas pelo que a crise alimentar se manteve até 1859. Foi preciso recorrer a subscrições públicas, incluindo uma nos Estados Unidos, organizada pela família Dabney, para evitar que se morresse à fome.
- 1859 - 31 de Outubro, por força de decreto e por diligência do Dr. José Pereira da Cunha da Silveira e Sousa, é publicado em Diário do Governo de 2 de Novembro do mesmo ano a criação do Curato do Toledo.
- 1864 – 22 de março – Na Fajã Rasa, Toledo, naufragou, junto ao local denominado Ponta do Calhau um navio cargueiro espanhol de nome “Algorta” carregado de Algodão;
- 1865 – É colocado um órgão de tubos coro alto da Igreja de São Jorge das Velas, construído por Tomé Gregório de Lacerda.[5][6][7]
- 1870- Data indicada como a do início do declínio do comércio da Laranja na ilha de São Jorge.
- 1876 – Debaixo da orientação do Dr. José Pereira da Cunha da Silveira e Sousa, na altura presidente da Câmara Municipal de Velas, e igualmente construtor da Ermida de São José, do Império do Espírito Santo do Toledo, do Cemitério do Toledo e do Chafariz público, dá início à construção de um túnel através do Pico Alto, chamado localmente  “Mina”. Essa construção subterrânea destinou-se trazer água a uma nascente no lado sul da ilha, a Fonte da Chã e trazer essa água até ao chafariz público dentro da localidade do Toledo;
- 1876 – 13 de junho – É lançada a primeira pedra da Ermida de São José do Toledo, edificada por iniciativa do Dr. José Pereira da Cunha da Silveira e Sousa.[6][7][19]
- 1976 – Data da Construção do Império do Espírito Santo de Toledo.[20]
- 1877 - O povoado de Santo António, tinha 155 fogos e 762 habitantes.
- 1877 — Fome em São Jorge - Um mau ano agrícola em 1876, associado à grande densidade populacional de então, leva, mais uma vez, à "falta de cereais e fome" em São Jorge, sendo necessário recorrer à importação de milho e trigo para evitar a catástrofe alimentar.
- 1879 – 16 de maio – É rezada a primeira missa na Ermida de São José do Toledo, cuja construção se iniciou em 13 de junho de 1876 por iniciativa do Dr. José Pereira da Cunha da Silveira e Sousa;
- 1889 – 16 de maio, É rezada a primeira missa na Ermida de São José do Toledo.
- 1893 — Um furacão provoca grande destruição no Grupo Central - A 28 de Agosto a maior tempestade de que há memória nos Açores atingiu o Grupo Central, provocando grande enchente de mar e arruinando casas, igrejas e palheiros. Também os portos foram severamente atingidos com perda de muitas embarcações. A destruição dos milhos nos campos causou fome generalizada no ano seguinte. A ilha de São Jorge foi severamente atingida, particularmente o Topo. Os danos do Furacão de 1893 ainda (ano 2010) são visíveis nalguns pontos da costa, nomeadamente na antiga, e hoje abandonada, Igreja Velha de São Mateus da Calheta, na ilha Terceira, e nas ruínas da Baía do Refugo, no Porto Judeu.
- 1899 — Grande enchente de mar em São Jorge - Na madrugada de 3 de Fevereiro, uma grande tempestade marítima atingiu as costas viradas a sul. Em São Jorge, o mar galgou a terra matando uma pessoa nas Velas e provocando enorme destruição na freguesia da Conceição e zonas adjacentes.
- 1899 — Furacão atinge o Grupo Central - A 17 de Outubro um furacão atravessou o Grupo Central provocando destruição generalizada das habitações e perda de colheitas e de gados. Em São Jorge verificaram-se os maiores danos.

### século XX
- 1903 – Construção da Ermida de Nossa Senhora das Dores na Fajã do Ouvidor.[7]
- 1908 – Instalação da Casa de Repouso João Inácio de Sousa no Solar João Inácio de Sousa.
- 1931 – Criação da Sociedade Filarmónica Recreio Nortense na freguesia do Norte Grande.
- 1931 – Ano em que foi recuperado o templo antigo, dando origem à actual Igreja de Santo António.
- 1945 - (11 de Novembro) naufrágio por encalhamento na baía da Fajã do Negro, de um navio de reabastecimento da marinha inglesa, denominado "Irisky".
- 1949 – São feitas obras de restauro na Ermida de Santa Rita de Cássia das Manadas, cuja construção se iniciou em 1757 e terminou em 1758.[6][7]
- 1958 - 1 de Maio, inauguração do Farol da Ponta dos Rosais, que por força da crise sísmica de 1964 é temporariamente abandonado, voltando a acontecer o mesmo a quando do terramoto de 1 de Janeiro de 1980.[21]
- 1964 — Crise sísmica dos Rosais, esta crise sísmica abalou a parte oeste da ilha de São Jorge, provocando grande destruição nos Rosais e nas Velas. Ficaram danificadas mais de 900 casas e 400 destruídas. Espalhou-se o pânico na ilha, levando à evacuação de grande número de jorgenses para a ilha Terceira e outras ilhas. Esta crise esteve associada a uma erupção submarina ao largo da Ponta dos Rosais.
- 1964 – A crise sísmica obriga ao abandono temporário do Farol da Ponta dos Rosais inaugurado em 1958.[21]
- 1964 – Fevereiro (entre os dias 15 e 21) – Devido á Crise sísmica dos Rosais que afectou grande parte da ilha de São Jorge e que causou grandes estragos no Toledo esta localidade perde grande parte da população que emigra para o Canadá, Estados Unidos e Brasil.
- 1965 - A quando da construção do Porto de Velas o Forte de Santa Cruz das Velas, que data de 1629, perde parte das suas muralhas para dar lugar a esta infra-estrutura.[7]
- 1980 — Terramoto de 1980 nas ilhas Terceira, São Jorge e Graciosa - Pelas 16h 42m (hora local) do dia 1 de Janeiro de 1980, ocorreu um sismo com intensidade 7.2 na escala de Richter, uma profundidade hipocentral de 10–15 km e com epicentro situado no mar cerca de 35 km a SSW de Angra do Heroísmo. Provocou destruição generalizada dos edifícios na cidade de Angra do Heroísmo, na vila de São Sebastião e nas freguesias do W e NW da Terceira, nas freguesias de Vila do Topo e Santo Antão, em São Jorge, e ainda no Carapacho e Luz na ilha Graciosa. Morreram 71 pessoas (51 na Terceira e 20 em São Jorge) e ficaram mais de 400 com ferimentos. Ficaram danificadas mais de 15 500 casas, causando cerca de 15 000 desalojados.
- 1980 – 1 de Janeiro, Um terramoto ocorrido neste dia causa grandes estragos na Igreja de Santa Bárbara das Manadas, classificada como Monumento Nacional [8]
- 1980 – 1 de Janeiro, O terramoto ocorrido neste dia obriga ao abandono definitivo pelo homem do Farol da Ponta dos Rosais.[22]
- 1980 – 1 de Janeiro, o terramoto que aconteceu neste dia levou grande destruição à Igreja de Santo António.
- 1980 – 1 de Janeiro, o terramoto deste dia causa grandes estragos na Fajã de João Dias, na Fajã de Vasco Martins e na Fajã Rasa.
- 1990 – Construção da Ermida de São João Evangelista na Fajã de João Dias.
- 1998 – Sismo de 9 de Julho na ilha do Faial, na ilha do Pico e na ilha de São Jorge - Pelas 5:19 da madrugada um sismo de magnitude 5,6 na escala de  Richter com epicentro a NNE da ilha do Faial provocou a destruição generalizada das freguesias de Ribeirinha, Pedro Miguel, Salão e Cedros na ilha do Faial e fortes danos em Castelo Branco (Lombega), Flamengos e Praia do Almoxarife, também do Faial. Também atingidas foram várias localidades da ilha do Pico. No extremo oeste da ilha de São Jorge (Rosais) o sismo provocou grandes desabamentos de falésias costeiras. Morreram 8 pessoas, todas no Faial. Ficaram desalojadas 1700 pessoas.

## População
| Número de habitantes *                   | Número de habitantes * | Número de habitantes * | Número de habitantes * | Número de habitantes * | Número de habitantes * | Número de habitantes * | Número de habitantes * | Número de habitantes * | Número de habitantes * | Número de habitantes * | Número de habitantes * | Número de habitantes * | Número de habitantes * | Número de habitantes * | Número de habitantes * |
| ---------------------------------------- | ---------------------- | ---------------------- | ---------------------- | ---------------------- | ---------------------- | ---------------------- | ---------------------- | ---------------------- | ---------------------- | ---------------------- | ---------------------- | ---------------------- | ---------------------- | ---------------------- | ---------------------- |
| 1864                                     | 1878                   | 1890                   | 1900                   | 1911                   | 1920                   | 1930                   | 1940                   | 1950                   | 1960                   | 1970                   | 1981                   | 1991                   | 2001                   | 2011                   | 2021                   |
| 9 635                                    | 9 753                  | 8 951                  | 8 405                  | 7 390                  | 6 826                  | 7 328                  | 8 252                  | 8 830                  | 8 466                  | 6 840                  | 5 927                  | 5 707                  | 5 605                  | 5 398                  | 4 936                  |
| Número de habitantes por Grupo Etário ** |                        |                        |                        |                        |                        |                        |                        |                        |                        |                        |                        |                        |                        |                        |                        |
|                                          |                        |                        | 1900                   | 1911                   | 1920                   | 1930                   | 1940                   | 1950                   | 1960                   | 1970                   | 1981                   | 1991                   | 2001                   | 2011                   | 2021                   |
| 0-14 Anos                                | 0-14 Anos              | 0-14 Anos              | 2 537                  | 2 195                  | 1 972                  | 2 141                  | 2 879                  | 2 714                  | 2 502                  | 1 905                  | S/ dados               | 1 280                  | 999                    | 778                    | 618                    |
| 15-24 Anos                               | 15-24 Anos             | 15-24 Anos             | 1 198                  | 1 002                  | 1 070                  | 1 317                  | 1 217                  | 1 638                  | 1 453                  | 1 030                  | S/ dados               | 869                    | 889                    | 661                    | 482                    |
| 25-64 Anos                               | 25-64 Anos             | 25-64 Anos             | 3 694                  | 3 074                  | 2 760                  | 2 853                  | 3 326                  | 3 715                  | 3 822                  | 3 070                  | S/ dados               | 2 678                  | 2 754                  | 2 965                  | 2 805                  |
| = ou > 65 Anos                           | = ou > 65 Anos         | = ou > 65 Anos         | 1 060                  | 1 081                  | 1 012                  | 894                    | 726                    | 701                    | 689                    | 835                    | S/ dados               | 880                    | 963                    | 994                    | 1 031                  |

(Obs.: Número de habitantes "residentes", ou seja, que tinham a residência oficial neste concelho à data em que os censos  se realizaram.)
(Obs: De 1900 a 1950 os dados referem-se à população "de facto", ou seja, que estava presente no concelho à data em que os censos se realizaram. Daí que se registem algumas diferenças relativamente à designada população residente)

## Freguesias
As seis freguesias do município de Velas são as seguintes:
- Manadas
- Norte Grande
- Rosais
- Santo Amaro
- Urzelina
- Velas

## Política

### Eleições autárquicas

#### Câmara Municipal
| Data | %     | V     | %      | V      | %      | V      | %       | V       | %      | V      | %  | V  |  |
| Data | PSD   | PSD   | CDS-PP | CDS-PP | PS     | PS     | APU/CDU | APU/CDU | PS-CDS | PS-CDS | BE | BE |  |
| ---- | ----- | ----- | ------ | ------ | ------ | ------ | ------- | ------- | ------ | ------ | -- | -- |  |
| Data | 1976  | 52,52 | 3      | 36,67  | 2      | 7,31   | -       |         |        |        |    |    |  |
| 1979 | 65,73 | 4     | 21,82  | 1      | 10,17  | -      |         |         |        |        |    |    |  |
| 1982 | 64,48 | 4     |        |        | 30,27  | 1      |         |         |        |        |    |    |  |
| 1985 | 69,41 | 4     | 24,91  | 1      |        |        | 2,62    | -       |        |        |    |    |  |
| 1989 | 46,01 | 2     | PS-CDS | PS-CDS | PS-CDS | PS-CDS | 1,17    | -       | 50,22  | 3      |    |    |  |
| 1993 | 72,26 | 5     | 11,83  | -      | 11,14  | -      | 0,93    | -       |        |        |    |    |  |
| 1997 | 58,92 | 4     | 11,47  | -      | 26,22  | 1      | 0,81    | -       |        |        |    |    |  |
| 2001 | 50,51 | 3     | 10,10  | -      | 33,79  | 2      | 1,65    | -       | 1,08   | -      |    |    |  |
| 2005 | 47,14 | 3     | 4,63   | -      | 43,72  | 2      | 0,85    | -       | 0,88   | -      |    |    |  |
| 2009 | 35,55 | 2     | 11,29  | -      | 50,10  | 3      |         |         | 0,59   | -      |    |    |  |
| 2013 | 26,86 | 1     | 49,18  | 3      | 20,46  | 1      |         |         |        |        |    |    |  |
| 2017 | 7,45  | -     | 53,62  | 3      | 31,06  | 2      | 5,46    | -       |        |        |    |    |  |
| 2021 |       |       | 66,34  | 4      | 27,24  | 1      |         |         |        |        |    |    |  |

#### Assembleia Municipal
| Data | %     | V     | %      | V      | %      | V      | %       | V       | %      | V      | %  | V  |  |
| Data | PSD   | PSD   | CDS-PP | CDS-PP | PS     | PS     | APU/CDU | APU/CDU | PS-CDS | PS-CDS | BE | BE |  |
| ---- | ----- | ----- | ------ | ------ | ------ | ------ | ------- | ------- | ------ | ------ | -- | -- |  |
| Data | 1976  | 51,97 | 5      | 37,07  | 3      | 7,51   | -       |         |        |        |    |    |  |
| 1979 | 65,19 | 17    | 22,79  | 6      | 9,84   | 2      |         |         |        |        |    |    |  |
| 1982 | 65,12 | 17    |        |        | 29,60  | 8      |         |         |        |        |    |    |  |
| 1985 | 68,89 | 11    | 25,32  | 4      |        |        | 2,77    | -       |        |        |    |    |  |
| 1989 | 47,88 | 8     | PS-CDS | PS-CDS | PS-CDS | PS-CDS | 1,46    | -       | 47,37  | 7      |    |    |  |
| 1993 | 70,46 | 11    | 12,00  | 2      | 12,24  | 2      | 1,45    | -       |        |        |    |    |  |
| 1997 | 50,47 | 8     | 10,69  | 1      | 34,97  | 6      | 1,09    | -       |        |        |    |    |  |
| 2001 | 48,01 | 8     | 11,62  | 2      | 34,36  | 5      | 1,71    | -       | 1,23   | -      |    |    |  |
| 2005 | 42,02 | 7     | 9,36   | 1      | 43,66  | 7      | 1,67    | -       |        |        |    |    |  |
| 2009 | 33,50 | 5     | 13,70  | 2      | 49,49  | 8      |         |         |        |        |    |    |  |
| 2013 | 36,80 | 6     | 30,58  | 5      | 25,59  | 4      | 2,92    | -       |        |        |    |    |  |
| 2017 | 13,48 | 2     | 35,80  | 6      | 41,53  | 6      | 6,03    | 1       |        |        |    |    |  |
| 2021 | 15,39 | 2     | 46,82  | 8      | 25,10  | 4      | 8,24    | 1       |        |        |    |    |  |

### Eleições legislativas regionais
| Data | %     | %      | %     | %       | %    | %    | %     | %     | %       | %  | %       | %   | %  | %  |  |
| Data | PSD   | CDS-PP | PS    | APU/CDU | UDP  | PPM  | AD-A  | BE    | PPM-PDA | CA | PPM-PND | PAN | CH | IL |  |
| ---- | ----- | ------ | ----- | ------- | ---- | ---- | ----- | ----- | ------- | -- | ------- | --- | -- | -- |  |
| Data | 1976  | 52,92  | 38,06 | 6,74    |      |      |       |       |         |    |         |     |    |    |  |
| 1980 | 63,44 | 19,69  | 11,23 | 0,69    | 1,63 |      |       |       |         |    |         |     |    |    |  |
| 1984 | 62,49 | 23,39  | 10,16 | 1,03    | 0,50 | 0,96 |       |       |         |    |         |     |    |    |  |
| 1988 | 53,17 | 19,15  | 25,84 | 0,71    | 0,55 |      |       |       |         |    |         |     |    |    |  |
| 1992 | 58,18 | AD-A   | 22,86 | 0,98    |      | AD-A | 16,04 |       |         |    |         |     |    |    |  |
| 1996 | 50,79 | 14,83  | 32,41 | 1,26    |      |      |       |       |         |    |         |     |    |    |  |
| 2000 | 39,67 | 19,30  | 35,17 | 1,88    | 1,80 | 0,52 |       |       |         |    |         |     |    |    |  |
| 2004 |       |        | 47,75 | 1,81    | 0,20 | 1,43 |       | 47,21 |         |    |         |     |    |    |  |
| 2008 | 24,78 | 26,92  | 43,45 | 1,37    | 0,18 | 1,47 |       |       |         |    |         |     |    |    |  |
| 2012 | 29,15 | 25,56  | 38,20 | 1,66    |      | 1,13 | 0,47  |       |         |    |         |     |    |    |  |
| 2016 | 18,10 | 34,91  | 33,77 | 4,19    | 1,11 | 1,91 |       | 0,69  |         |    |         |     |    |    |  |
| 2020 | 17,49 | 39,37  | 28,35 | 2,29    | 2,06 | 1,45 | 0,37  | 6,30  |         |    |         |     |    |    |  |

### Eleições legislativas nacionais
| Data | %      | %     | %     | %     | %       | %    | %     | %    | %    | %     | % | %  | %  | %  |  |
| Data | CDS-PP | PSD   | PS    | PCP   | APU/CDU | UDP  | PRD   | BE   | PAN  | AA    | L | CH | IL | AD |  |
| ---- | ------ | ----- | ----- | ----- | ------- | ---- | ----- | ---- | ---- | ----- | - | -- | -- | -- |  |
| Data | 1976   | 47,21 | 42,97 | 6,21  | 0,54    |      |       |      |      |       |   |    |    |    |  |
| 1979 | 26,95  | 55,10 | 11,25 |       | 1,29    | 1,41 |       |      |      |       |   |    |    |    |  |
| 1980 | 18,75  | 63,00 | 12,10 | 0,88  | 1,44    |      |       |      |      |       |   |    |    |    |  |
| 1983 | 16,68  | 64,60 | 13,58 | 0,55  | 0,34    |      |       |      |      |       |   |    |    |    |  |
| 1985 | 20,63  | 55,72 | 9,35  | 1,69  | 0,85    | 8,71 |       |      |      |       |   |    |    |    |  |
| 1987 | 10,83  | 74,68 | 8,13  | 0,87  | 0,25    | 1,41 |       |      |      |       |   |    |    |    |  |
| 1991 | 8,65   | 74,04 | 14,03 | 0,52  | 0,17    | 0,17 |       |      |      |       |   |    |    |    |  |
| 1995 | 13,78  | 61,19 | 21,36 | 1,31  | 0,33    |      |       |      |      |       |   |    |    |    |  |
| 1999 | 9,37   | 43,55 | 42,64 | 1,19  |         | 1,11 |       |      |      |       |   |    |    |    |  |
| 2002 | 13,41  | 53,35 | 28,46 | 1,28  | 1,57    |      |       |      |      |       |   |    |    |    |  |
| 2005 | 8,64   | 42,41 | 42,37 | 1,34  | 1,95    |      |       |      |      |       |   |    |    |    |  |
| 2009 | 18,10  | 34,00 | 39,57 | 0,83  | 4,01    |      |       |      |      |       |   |    |    |    |  |
| 2011 | 20,66  | 48,90 | 19,92 | 1,28  | 2,53    | 0,83 |       |      |      |       |   |    |    |    |  |
| 2015 | AA     | 33,20 | 34,55 | 2,17  | 5,37    | 0,74 | 16,17 |      |      |       |   |    |    |    |  |
| 2019 | 16,96  | 21,78 | 34,48 | 12,90 | 3,54    | 1,70 |       | 0,43 | 0,38 | 0,09  |   |    |    |    |  |
| 2022 | AD     | AD    | 41,30 | 2,25  | 2,85    | 1,00 | 0,70  | 4,40 | 3,20 | 38,95 |   |    |    |    |  |

## Património edificado
- Armazém da Laranja
- Câmara Municipal de Velas
- Ermida de São josé
- Ermida de Nossa Senhora do Livramento
- Ermida de Santo Antão
- Ermida de Jesus, Maria, José
- Ermida de São José
- Ermida de Santa Rita de Cássia
- Ermida de Nossa Senhora das Almas
- Ermida do Senhor Jesus da Boa Morte
- Forte da Urzelina
- Forte das Manadas
- Forte de Nossa Senhora da Conceição
- Forte de Santa Cruz
- Farol da Ponta dos Rosais
- Igreja Matriz de São Jorge
- Igreja de Santa Bárbara
- Igreja de Nossa Senhora da Conceição
- Porto das Manadas
- Porto de Velas
- Porto da Urzelina
- Portão do Mar
- Quinta do Canavial
- Solar Soares Teixeira
- Solar Cunha da Silveira
- Solar João Inácio de Sousa
- Degraus
- Miradouro do Canavial
- Miradouro do Mirante

## Património natural

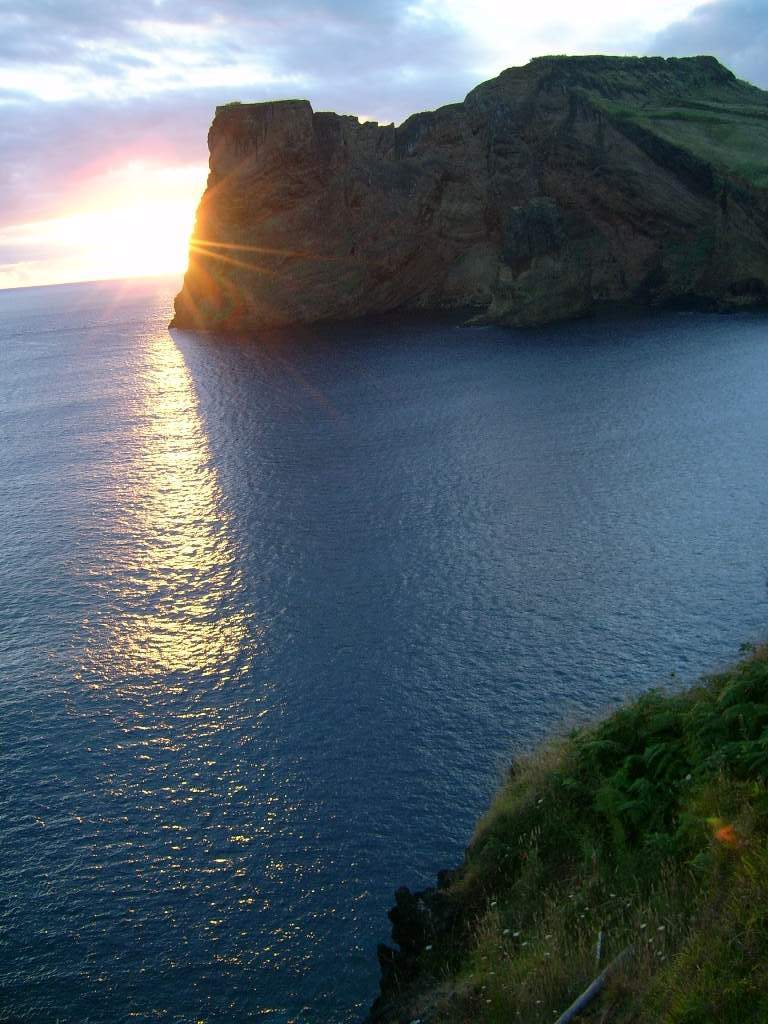
Morro Norte ao por-do-sol, Velas, Ilha de São Jorge

- Baixa da Urzelina
- Baixa da Ponta dos Rosais
- Entre Morros
- Fajã de Vasco Martins
- Fajã Rasa
- Fajã de João Dias
- Fajã da Ponta Furada
- Fajã do Negro
- Fajã das Almas
- Furna das Pombas
- Ilhéus dos Rosais
- Miradouro das Manadas
- Miradouro da Ponta da Queimada
- Morro Norte
- Ponta dos Rosais
- Praia do Porto dos Terreiros
- Preguiça
- Vulcão da Urzelina

## Urbanismo

### Jardim da Praça da República

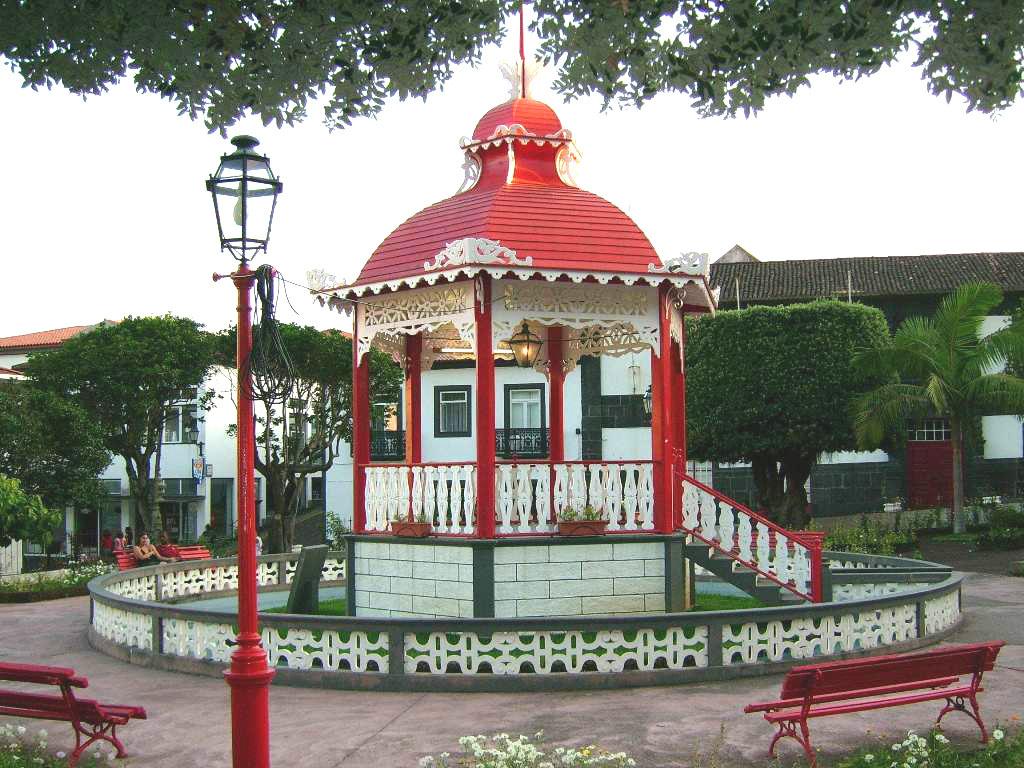
Velas, Jardim da República, coreto, ilha de São Jorge, Açores, Portugal.

O Jardim da Praça da República ocupa o largo principal da vila de Velas, local onde em tempos idos esteve localizado o mercado da localidade. 
Este jardim encontra-se delimitado por muros baixos dotados de um gradeamento superior, canteiros de formas variadas, arbusto e algumas árvores. Ao centro possui um coreto.
A regularização da antiga praça e a sua adaptação a jardim iniciou-se em 1836, quando a Câmara Municipal de Velas emitiu uma deliberação no sentido do arranjo urbano daquele espaço. Esse documento obrigava "os porcos do concelho a andarem com anel no focinho e a não atravessarem a praça". 
Depois, vieram as plantações de árvores já em meados do século; a instalação do coreto em 1898; a iluminação em 1899; os arranjos dos canteiros e outras decorações em pedra queimada, bem como os muros e gradeamentos nos inícios do século XX.
O jardim encontra-se no centro de uma envolvente de edifícios e integrado num espaço que não lhe dá qualquer hipótese de crescer. Beneficia no entanto de uma excelente enquadramento arquitectónico dos prédios urbanos que tem em volta. Desses edifícios sobressai o edifício da Câmara Municipal, um dos exemplos máximos do barroco insular na ilha de São Jorge. Do lado oposto a este, ergue-se o edifício da sociedade filarmónica velense, ostentando a sua fachada Art déco característica dos anos 20 e 30 do século XX, de forte colorido, apresenta amplas fenestrações por entre elementos decorativos estilizados da tradição beaux artiana.

### Auditório Municipal e Centro Cultural das Velas

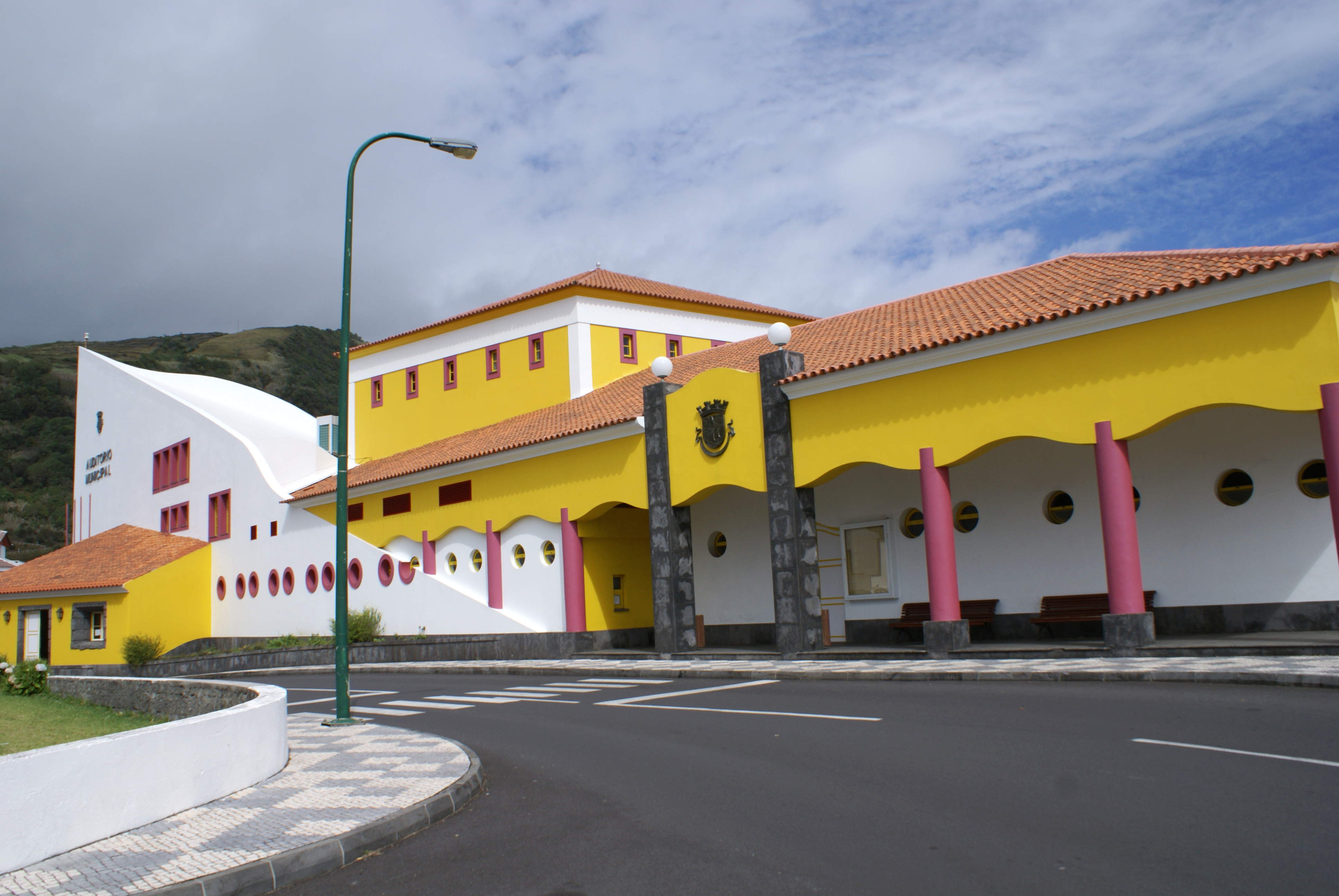
Auditório Municipal e Centro Cultural das Velas.

O Auditório Municipal e Centro Cultural das Velas apresenta-se como uma construção moderna, construída nos finais do século XX dentro das muralhas do antigo Forte de Nossa Senhora da Conceição. Este Auditório foi dimensionado para albergar várias valências: podendo ser auditório multiúso, para teatro, cinema e concertos, biblioteca e espaço de exposições.
Tem uma arquitectura contemporânea a fazer lembrar as velas das embarcações, não fossem as Velas uma localidade de mar. Foi pintado com cores fortes, fazendo-se assim sobressair no perfil urbano das Velas.

### Largo João Inácio de Sousa
O Largo João Inácio de Sousa antigamente chamava-se "Largo do Mercado" e, antes ainda, "Praça Velha". Caracteriza-se por se localizar num dos locais mais nobres da vila, encontra-se em frente à Igreja Matriz de São Jorge e ao lado do edifício da Irmandade da Santa Casa da Misericórdia de Velas.
Para que fosse possível construir esta praça foi necessário proceder à expropriação de parte da quinta de Miguel Teixeira Soares de Sousa, bem como uma capela e algumas casas.
Esta antiga praça que foi local de venda de frutas e hortaliças, tem actualmente o nome de um dos beneméritos  da ilha de São Jorge, que emigrado para os Estados Unidos acabou por fazer fortuna nesse país na área dos petróleos, tendo depois dado apoio a várias instituições da ilha, nomeadamente à misericórdia de velas, conforme é possível ler numa plana aplicada na estatua de João Inácio de Sousa, que foi posta no centro do largo.

### Cemitério de Velas
O cemitério das Velas localiza-se no sítio da Conceição e foi construído dentro da cerca do antigo Convento de São Francisco. O convento cedeu em 1838 parte do seu espaço para esse fim. Este acontecimento deu-se quatro anos depois de ter sido estabelecido que os sepultamentos deixariam de se poderem fazer dentro das igrejas. No entanto este cemitério só foi benzido no ano de 1856.

## Gastronomia
Velas é famosa pela sua doçaria (Espécies de S. Jorge, Esquecidos), pastelaria (Queijadas de Coco, Queijadas de Leite, Queijadas Dona Amélias e Queijadas Madalenas) e Biscoitos (Rosquilhas de Nata e Freirinhas).

## Personalidades
- Luís Carlos Moniz Barreto
- Ver Categoria:Naturais de Velas

## Bandas filarmónicas
A filarmonia é uma importante parte da vida de todos os Açorianos, e como não podia deixar de ser, em São Jorge e nas Velas também. No Concelho das Velas existem 6 bandas filarmónicas:
- Sociedade Filarmónica Nova Aliança (Freguesia de Velas)
- Filarmonica Lusitânia Liberdade (Freguesia de Velas)
- Sociedade Recreio Amarense (Freguesia de Santo Amaro)
- Filarmónica União Rosalense (Freguesia dos Rosais)
- Sociedade Filarmónica Recreio Nortense (Freguesia do Norte Grande)
- Sociedade Filarmónica União Urzelinense (Freguesia da Urzelina)

## Galeria de imagens

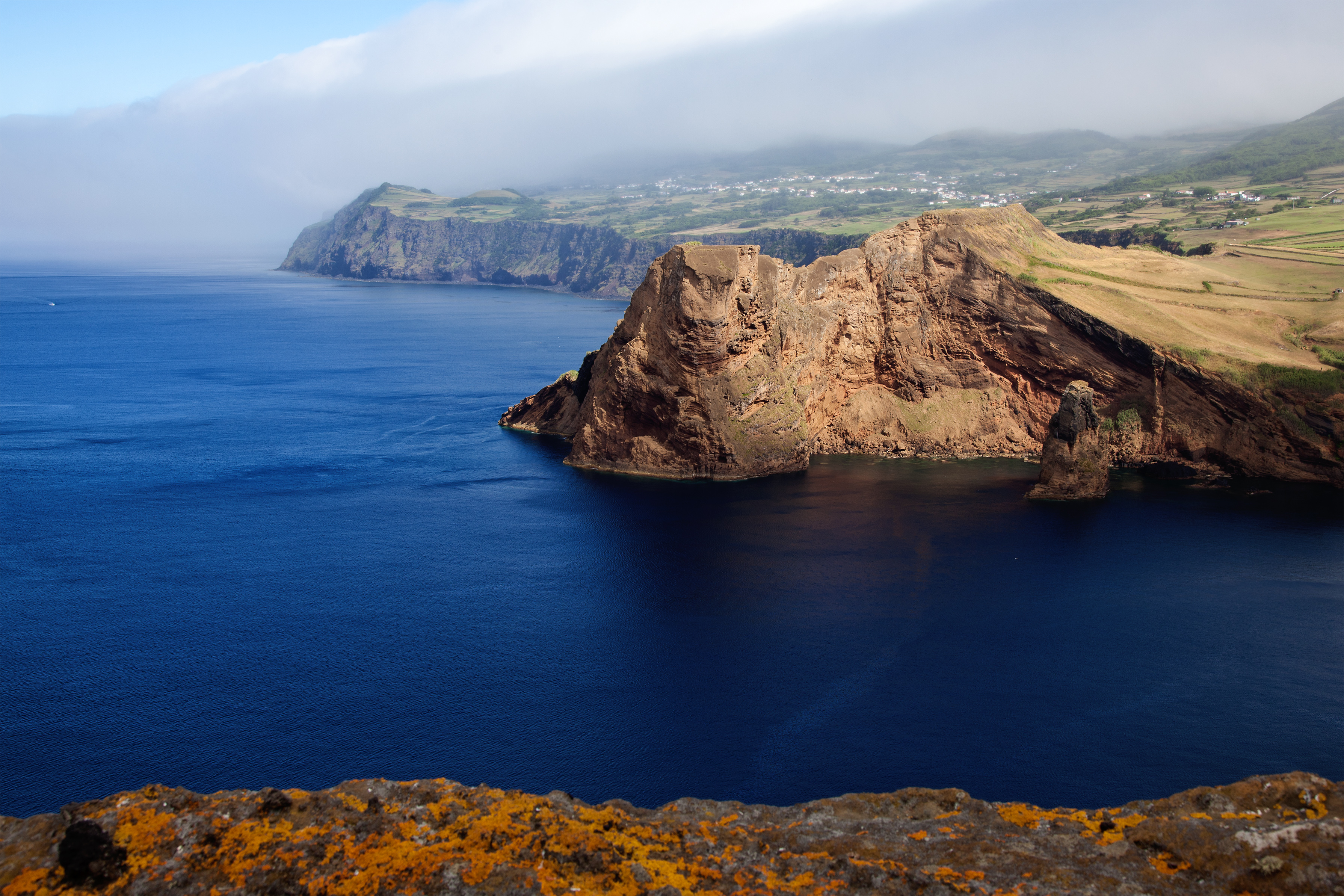
Morro Norte, Velas, Ilha de São Jorge
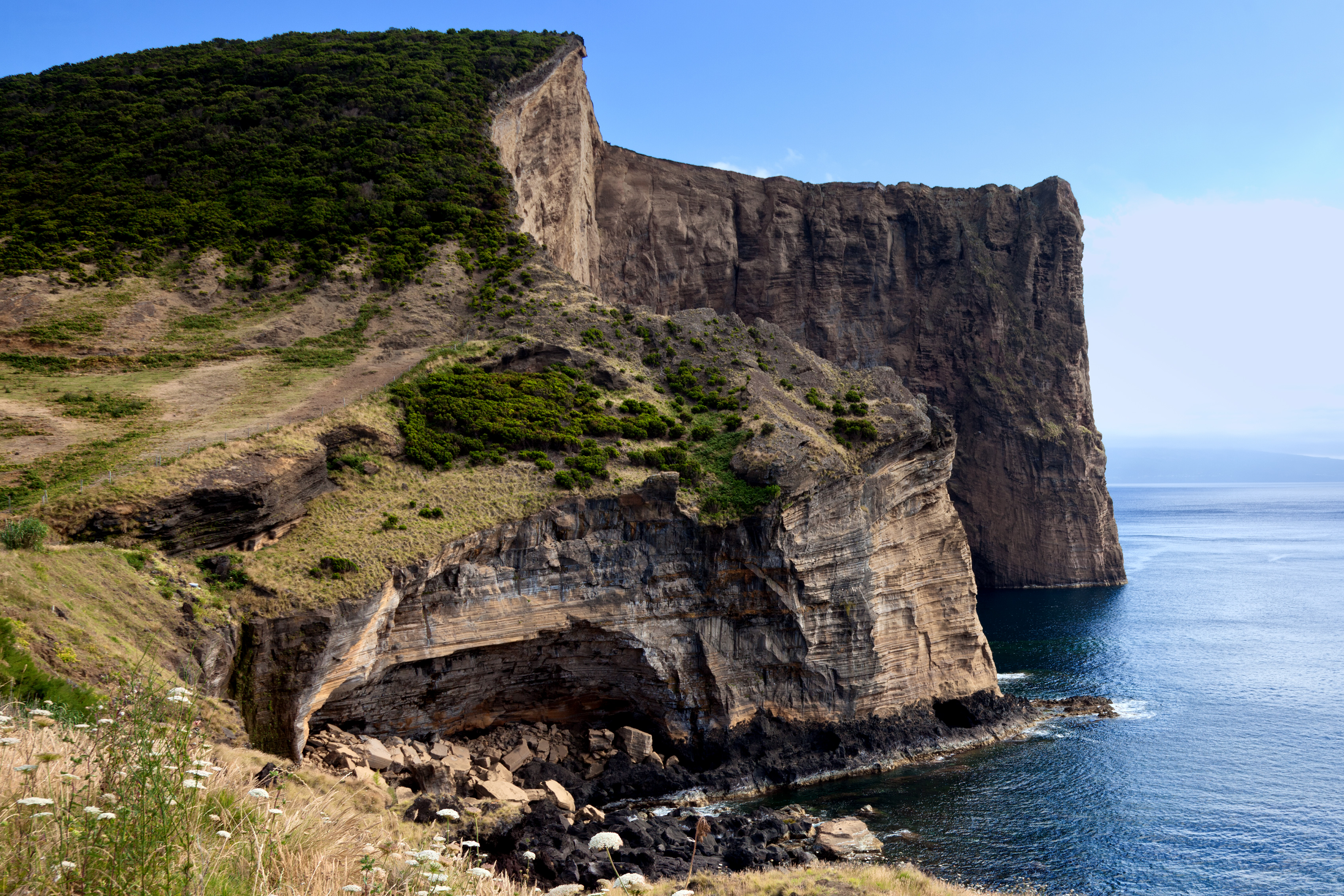
Morro de Velas, costa sul da Ilha de São Jorge
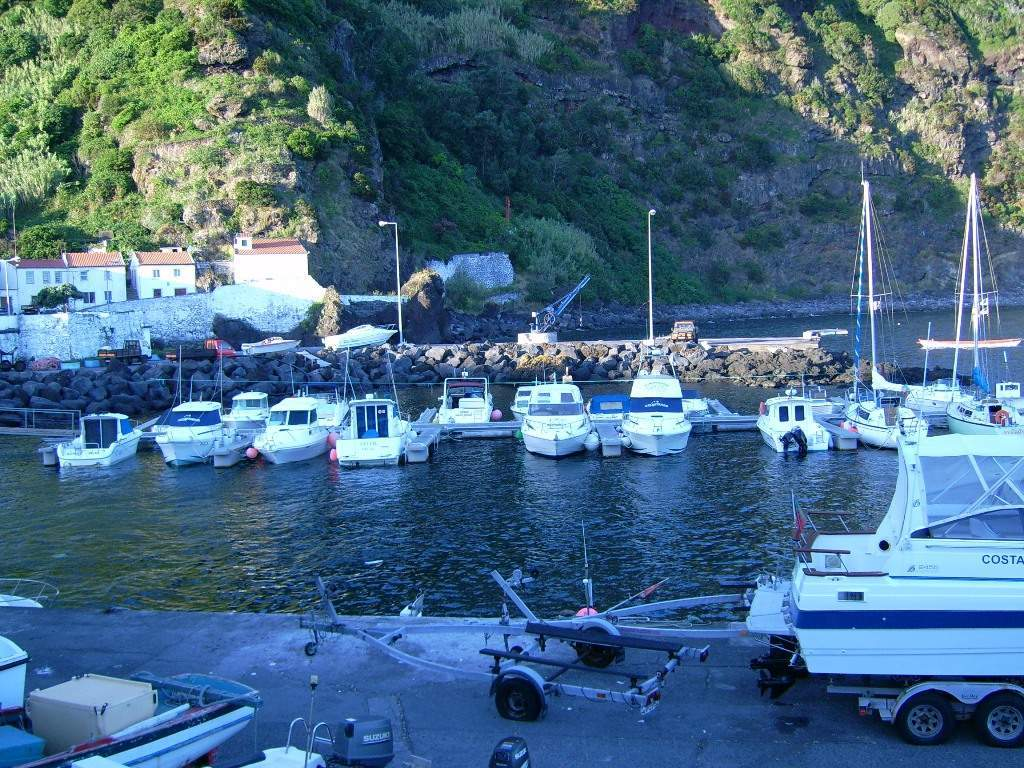
Porto das Velas, Velas, Ilha de São Jorge
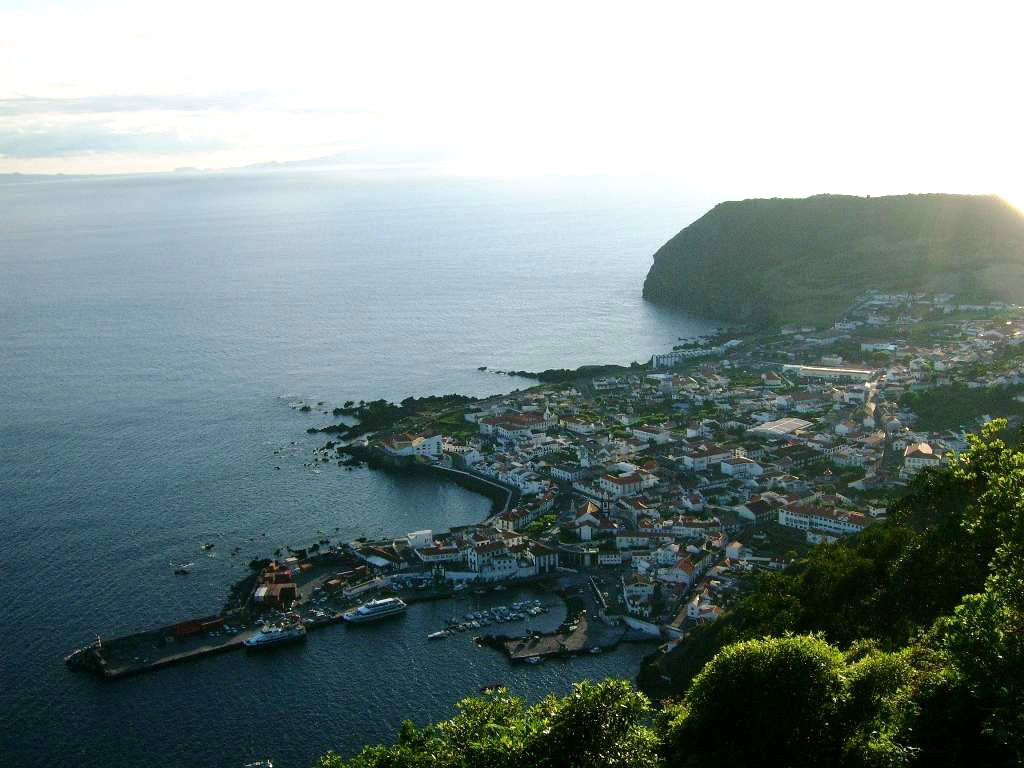
Velas ao por-do-sol, Ilha de São Jorge
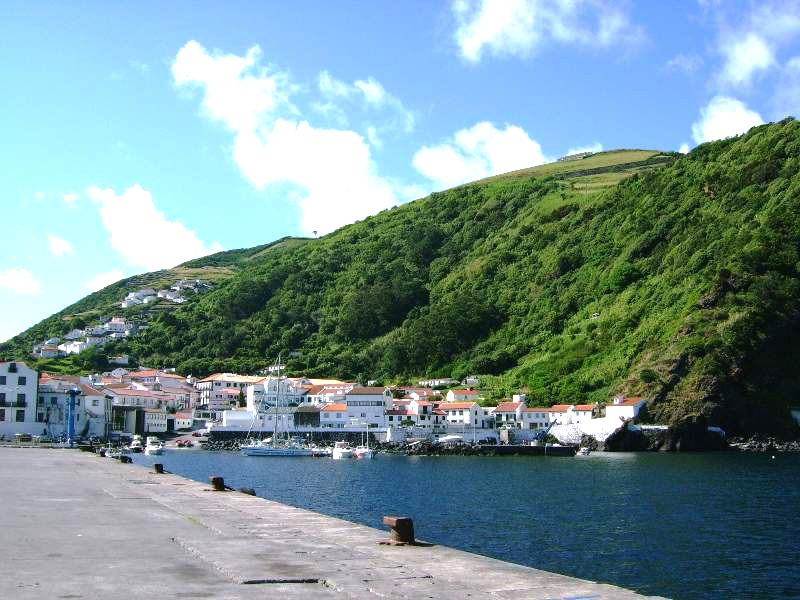
Porto das Velas, baía, Ilha de São Jorge